# Håpets katedral
Håpets katedral är ett flytande heligt rum som byggts i Fredrikstad. Dess skimrande takplattor i olika färger är tillverkade av plast från fisklådor, insamlade längs stränderna i Bohuslän. Katedralen är byggd 2017–2022 i form av en stavkyrka på en pråm av trä. Den har skapats av konstnären Solveig Egeland med stöd av Norska kyrkan i Fredrikstad och är en stark symbol för samverkan över religiösa och andra gränser kring social, ekologisk och ekonomisk hållbarhet. Håpets katedral är en arena för samskapande av en hållbar framtid och en symbol för hopp, hållbarhet och gemenskap.

## Katedralen på turné
Sommaren 2023 gjorde Håpets katedral en utflykt till Arendal, Norge, på norska sydkusten, där hon fanns med under den norska motsvarigheten till Almedalsveckan. Det blev succé och hon fick utmärkelse som bästa seminarielokal. 2025 pågår en pilgrimsresa med ett flytande heligt rum med ett skimrande tak genom Bohuslän till Göteborg:
- 31 juli-3 augusti, Fjällbacka
- 6-10 augusti, Uddevalla
- 14-17 augusti, Skärhamn
- 22-26 augusti, Klippan, Göteborg